# Друга династія єгипетських фараонів
Друга династія правителів Стародавнього Єгипту належить до епохи Раннього Царства. Період другої династії розпочався з приходом до влади Хотепсехемуї приблизно в 2890 до н. е. і закінчився правлінням Хасехемуї, який помер близько 2686 до н. е.. Столиця держави розташовувалася в місті Тініса.
Це одна з найменш вивчених династій Стародавнього Єгипту. Через мало знахідок і джерел політична обстава того часу залишається досить невизначеною.

## СписокфараонівII династії
- Хотепсехемуї  близько 2840 до н. е..
- Ранеб  близько 2830 до н. е..
- Нінечер  2810—2777 до нашої ери.
- Венег  близько 2790 до н. е..
- Сенед  близько 2790—2766 до н. е..
- Нубнефер  близько 2760 до н. е..
- Перібсен  близько 2760 до н. е..
- Неферкара I  близько 2749 до н. е..
- Неферкасокар  близько 2745 до н. е..
- Хасехемуї  близько 2740—2722 до н. е..

Між правлінням Нінечера і Хасехемуї відомі, щонайменше, імена шести фараонів. Однак часто неможливо навіть точно встановити порядок їхнього правління.